# Cándida (película de 1939)
Cándida es una película argentina estrenada el 11 de octubre de 1939, del género de comedia. Fue uno de los primeros personajes de radio que fue llevado al cine en ese mismo año y dio comienzo a la serie protagonizada por Niní Marshall. El encargado de dar vida este personaje fue el director de cine Luis Bayón Herrera, y en esta primera película la presenta como Cándida Villar que es una mucama gallega torpe que se equivoca cuando habla, que se mete en todas las conversaciones de sus patrones, una persona simple y sencilla. 

## Elenco
- Niní Marshall	 ...	Cándida
- Augusto Codecá	 ...	Jesús
- Juan Carlos Thorry	 ...	Dr. Adolfo Sánchez
- Tulia Ciámpoli	 ...	Esther
- César Fiaschi	 ...	Dr. Luis Giménez
- Adolfo Stray	 ...	Jacobo
- Nélida Bilbao	 ...	La dactilógrafa
- Lita Fernand	 ...	Julia
- Chiche Gicovatte	 ...	Julia
- Cielito	 ...	Pepito
- Armando Durán	 ...	Agenciero
- Alfredo Porzio	 ...	El patotero (como A. Porzio)
- I. de Rossell	 ...	Inés
- C. Enríquez	 ...	El compadrito
- C. Denís
- Giacone
- Migone
- Lavia
- P. Mancieri	 ...	Boxeador
- S. Rodríguez	 ...	Boxeador
- V. Cuenca	 ...	Boxeador
- N. La Polla	 ...	Boxeador
- E. Aldao	 ...	Boxeador
- M. Torrado	 ...	Boxeador
- Pepe Biondi	 ...
- Dick	 ...
- Zully Moreno	 ...